# TV Pai Eterno
TV Pai Eterno é uma rede de televisão brasileira sediada na cidade de Trindade, no estado de Goiás e utilizando outorga de Mateus Leme, Minas Gerais. Criada em fevereiro e inaugurada oficialmente em 15 de maio de 2019, a rede faz parte da Associação Filhos do Pai Eterno, que a opera em parceria com a RCI, substituindo seu sinal em todos os canais em que era transmitida pelo país. Sua programação é majoritariamente voltada a eventos ligados à Igreja Católica.

## História

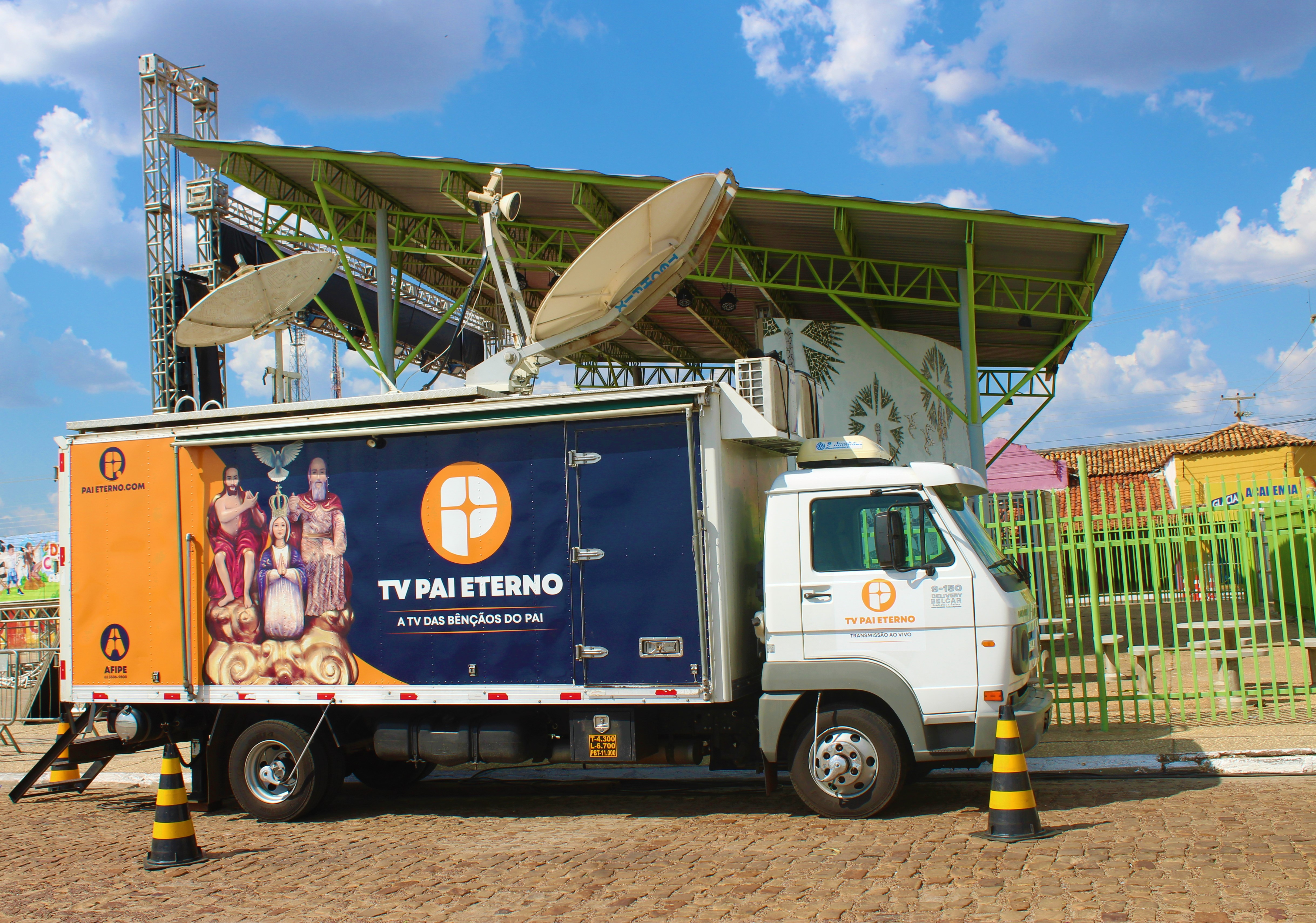
Unidade móvel para transmissões ao vivo da emissora em Campo Maior, no Piauí

Na noite de 13 de fevereiro de 2019, a programação de videoclipes musicais da RCI foi substituída por uma programação de expectativa para a futura TV Pai Eterno, que havia alugado o canal. Após dias com uma imagem congelada e músicas, a programação provisória da nova emissora foi colocada no ar às 6h de 15 de fevereiro de 2019, em caráter experimental. A grade era composta por programas gravados e reprises de novenas.
Ao longo de março, foram colocadas no ar as primeiras atrações. Em 6 de março, a TV Pai Eterno fez sua primeira transmissão ao vivo, com a abertura da Campanha da Fraternidade 2019, promovida pela Conferência Nacional dos Bispos do Brasil. No mesmo dia, passa a transmitir as missas realizadas direto da Basílica.
Em abril, a emissora estreia o Programa Pai Eterno (exibido pela Rede Vida desde 2013) e o Jornal Boa Notícia, cuja segunda edição substituiu o RCI Notícias (o único programa de rede exibido pela RCI até então). Posteriormente, foi confirmada a inauguração oficial do canal para 15 de maio em missa solene.
No dia 28 de janeiro de 2024, o padre Marco Aurélio Martins da Silva assumiu a presidência da TV Pai Eterno, emissora vinculada à Associação Filhos do Pai Eterno (Afipe), bem como a presidência da própria Afipe. Em 10 de junho de 2024, a TV Pai Eterno, que completou cinco anos, apresentou uma nova identidade visual e o slogan "A casa do Pai na sua casa". As mudanças, feitas após pesquisa com o público, mantiveram elementos anteriores, mas com uma tipografia mais arredondada e uma paleta de cores expandida. O novo posicionamento buscou divulgar o trabalho da igreja. A programação foi atualizada, incluindo notícias, culinária, conteúdos para jovens e programas musicais, além dos tradicionais conteúdos devocionais.
Em 2 de maio de 2025, é comunicado que a TVCI encerraria a sua parceria com a Pai Eterno após seis anos, voltando a produzir programas independentes. Tal mudança, no entanto, não afetaria as retransmissoras do canal paranaense pelo Brasil, já que estas foram cedidas à AFIPE em sua inauguração e desde então, o canal passaria a gerar todas as suas produções direto de Goiânia.